# Difesa vegetale contro gli erbivori

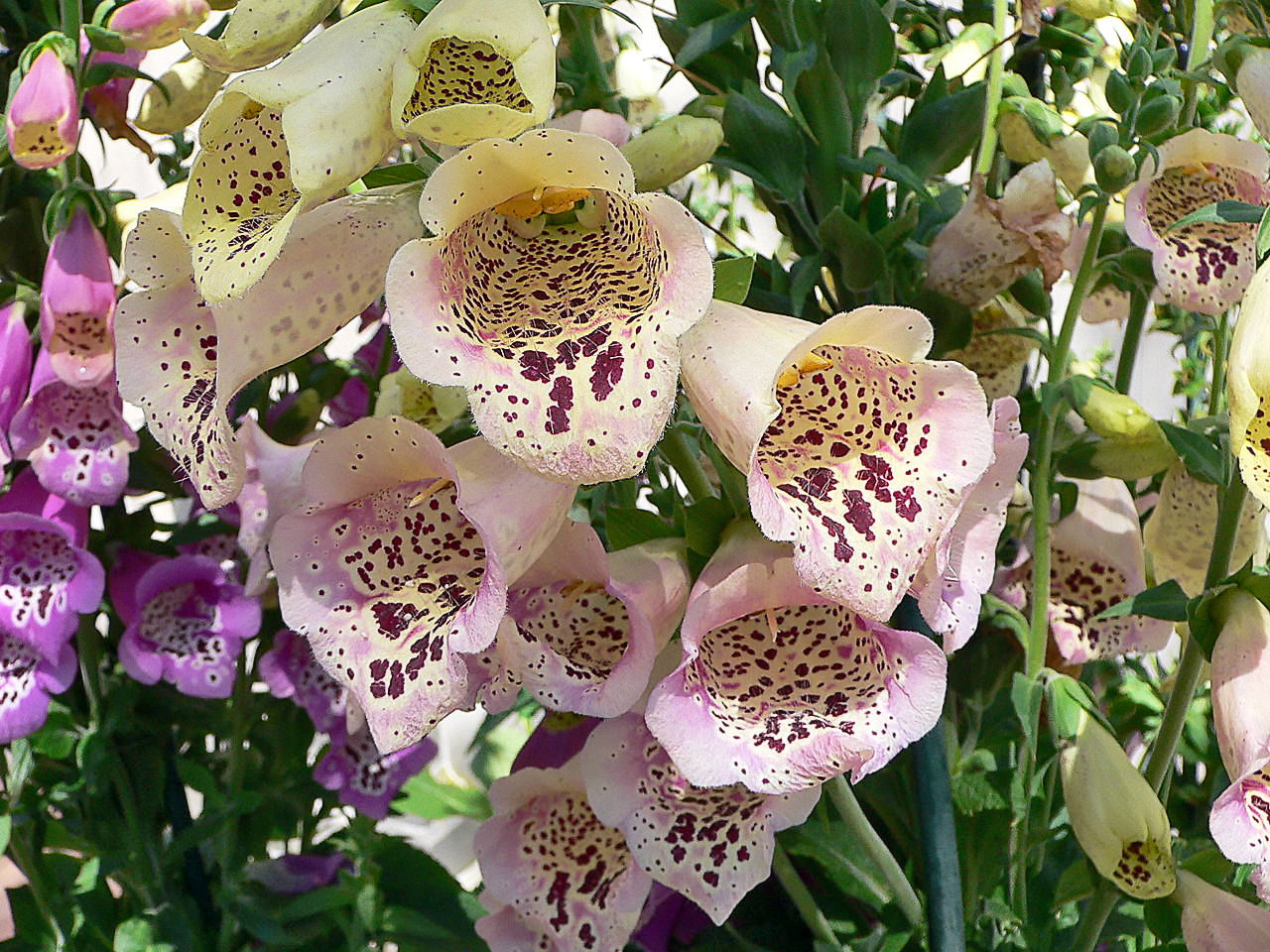
La digitale produce diversi prodotti chimici mortali, vale a dire glicosidi cardiaci e steroidei. L'ingestione può causare nausea, vomito, allucinazioni, convulsioni o morte.

La difesa delle piante contro gli erbivori o resistenza della pianta ospite (HPR da host-plant resistance) descrive una gamma di adattamenti evolutivi dalle piante che migliorano la loro sopravvivenza e riproduzione riducendo l'impatto degli erbivori. Le piante percepiscono di essere toccate e usano diverse strategie per difendersi dai danni causati dagli erbivori. Molte piante producono metaboliti secondari, noti come allelochimici, che influenzano il comportamento, la crescita o la sopravvivenza degli erbivori. Queste difese chimiche agiscono come repellenti o tossine per gli erbivori o riducono la digeribilità delle parti ingerite.
Altre strategie difensive utilizzate dalle piante includono la fuga o l'evitamento degli erbivori in ogni momento e/o luogo, ad esempio crescendo in un luogo in cui le piante non sono facilmente reperibili o accessibili dagli erbivori o modificando i modelli di crescita stagionale. Un altro approccio devia gli erbivori verso il consumo di parti non essenziali, o migliora la capacità di una pianta di riprendersi dal danno causato dagli erbivori. Alcune piante incoraggiano la presenza di nemici naturali degli erbivori, che a loro volta proteggono la pianta. Ogni tipo di difesa può essere sia costitutiva (sempre presente nella pianta), sia indotta (prodotta in reazione al danno o allo stress causato dagli erbivori).
Storicamente, gli insetti sono stati gli erbivori più significativi e l'evoluzione delle piante terrestri è strettamente associata all'evoluzione degli insetti. Mentre la maggior parte delle difese delle piante sono dirette contro gli insetti, si sono evolute altre difese rivolte agli erbivori vertebrati, come uccelli e mammiferi. Lo studio delle difese vegetali contro gli erbivori è importante, non solo da un punto di vista evolutivo, ma anche nell'impatto diretto che queste difese hanno sull'agricoltura, comprese le fonti alimentari umane e di origine animale; come utili agenti di controllo biologico nei programmi contro i parassiti; così come nella ricerca di piante di importanza medica.

## Evoluzione dei tratti difensivi

Linea del tempo dell’evoluzione delle piante e gli inizi di diversi modelli di erbivorismo insettivoro

Le prime piante terrestri si sono evolute da piante acquatiche circa 450 milioni di anni fa nel periodo di Ordoviciano. Molte piante si sono adattate all'ambiente terrestre carente di iodio rimuovendo lo iodio dal loro metabolismo, infatti lo iodio è essenziale solo per le cellule animali. Un'importante azione antiparassitaria è causata dal blocco del trasporto di ioduro di cellule animali che inibiscono il simporto sodio-ioduro (NIS). Molti pesticidi vegetali sono glicosidi (come la digitossina cardiaca) e glicosidi cianogenici che liberano cianuro, il quale, bloccando la citocromo-c ossidasi e il NIS, è velenoso solo per gran parte dei parassiti e degli erbivori e non per le cellule vegetali in cui sembra utile fase di dormienza dei semi. Lo ioduro non è un pesticida, ma è ossidato, dalla perossidasi vegetale, in iodio, che è un forte ossidante in grado di uccidere batteri, funghi e protozoi.
Il periodo Cretaceo vide la comparsa di più meccanismi di difesa delle piante. La diversificazione delle piante da fiore (angiosperme) a quel tempo è associata all'improvviso scoppio di speciazione negli insetti. Questa diversificazione degli insetti ha rappresentato una grande forza selettiva nell'evoluzione delle piante e ha portato alla selezione di piante che avevano adattamenti difensivi. I primi erbivori di insetti erano mandibolati e mordevano o masticavano la vegetazione; ma l'evoluzione delle piante vascolari porta alla coevoluzione di altre forme di erbivori, come succhiatori di linfa, scavatori di foglie, formatori di galle e nettarivori.
La relativa abbondanza di differenti specie vegetali nelle comunità ecologiche tra cui foreste e praterie può essere determinata in parte dal livello di composti difensivi nelle diverse specie.  Poiché il costo della sostituzione delle foglie danneggiate è più elevato nelle condizioni in cui le risorse sono scarse, potrebbe anche essere che le piante che crescono in aree dove l’acqua e i nutrienti scarseggiano possono investire più risorse nelle difese anti-erbivore.

### Prove dell'erbivoria

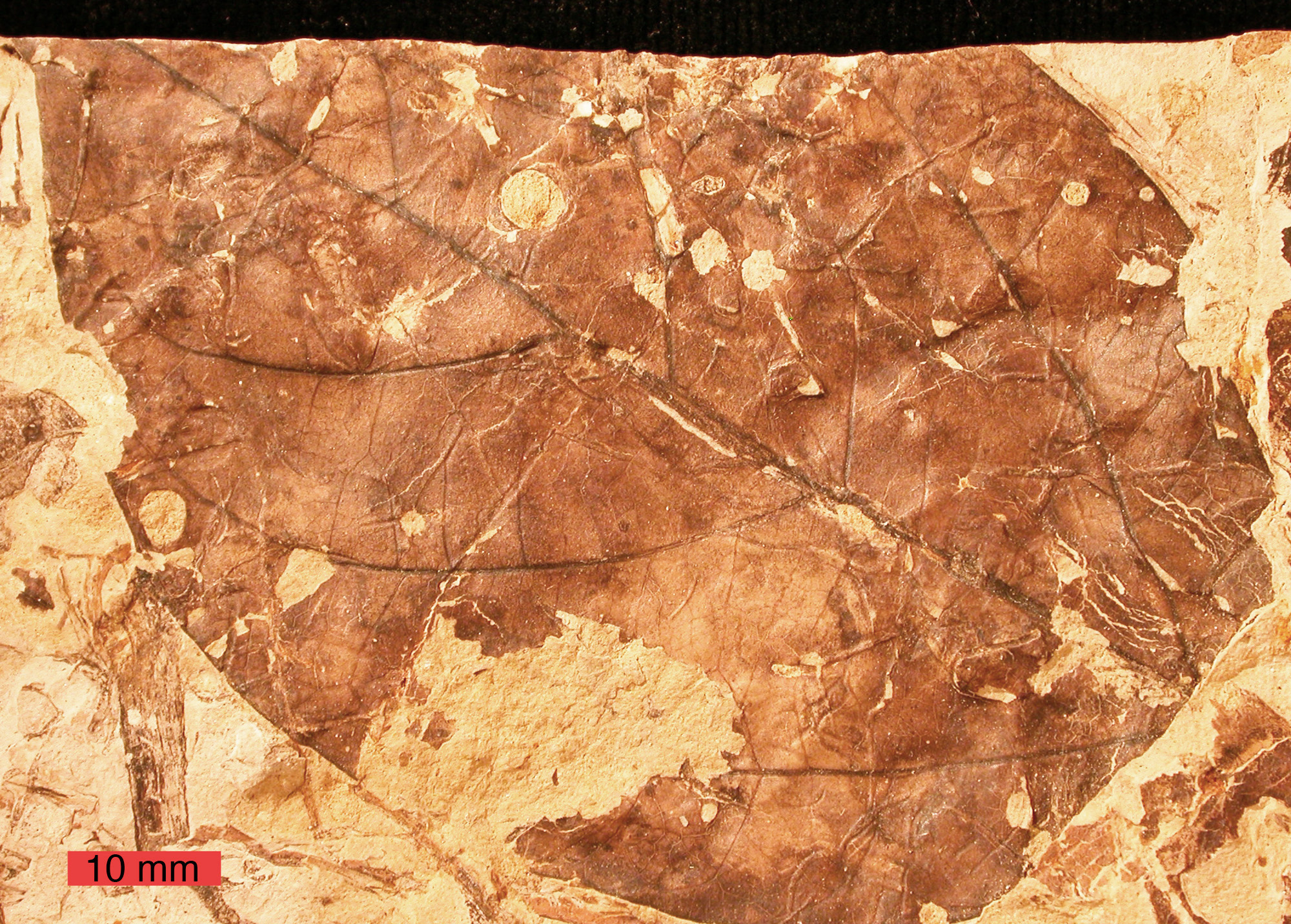
Foglia di Viburnum lesquereuxii con danno di insetti

La nostra comprensione dell’erbivoria nel tempo geologico deriva da tre fonti: piante fossilizzate, che possono preservare le fonti di difesa (come le spine) o il danno da erbivori; l’osservazione dei detriti vegetali nelle feci fossilizzate degli animali; e la costituzione di apparati boccali erbivori.
A lungo pensato per essere un fenomeno del Mesozoico, le prove per l'erbivoria vengono scoperte quasi contemporaneamente ai fossili. Come discusso in precedenza, le prime piante terrestri sono emerse circa 450 milioni di anni fa; tuttavia, l'erbivoria, e quindi la necessità di difese vegetali, è stata indubbiamente in circolazione più a lungo. L'erbivoria si è evoluta dapprima tra gli organismi marini all'interno di antichi laghi e oceani. Entro meno di 20 milioni di anni dai primi fossili di sporangi e radici verso la fine del Siluriano, circa 420 milioni di anni fa, ci sono prove che essi venivano consumati. Gli animali si nutrivano di spore delle prime piante devoniane e la ci sono prove che gli organismi si nutrivano di piante usando una tecnica di "fora e succhia".
Durante i successivi 75 milioni di anni, le piante svilupparono una gamma di organi molto complessi - dalle radici ai semi. Ci fu un divario tra 50 e 100 milioni di anni tra l'evoluzione di ogni organo e il suo essere mangiato.

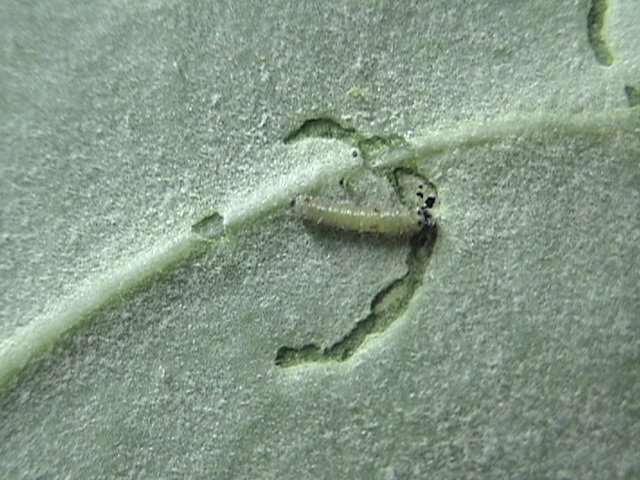
Il bruco Danaus chrysippus bruco crea una trincea per bloccare le sostanze chimiche difensive di Calotropis prima di nutrirsi

### Coevoluzione
Gli erbivori dipendono dalle piante per il cibo e hanno sviluppato meccanismi per ottenere questo cibo nonostante l’evoluzione di un arsenale di difese vegetali diversificato. Gli adattamenti degli erbivori alla difesa delle piante sono stati assimilati a tratti offensivi e consistono di aumentare l’alimentazione e l’uso di una pianta ospite. Le relazioni tra erbivori e piante ospiti spesso si traducono in mutamenti evolutivi reciproci, chiamati coevoluzione. Quando un erbivoro mangia una pianta, seleziona le piante che possono montare una risposta difensiva. Nei casi in cui questa relazione dimostri la specificità (l’evoluzione di ogni tratto è dovuta ad un altro), e la reciprocità (entrambi i tratti devono evolvere), si ritiene che le specie siano coevolute.
Il meccanismo di "evasione e radiazione" per la coevoluzione presenta l'idea che gli adattamenti negli erbivori e nelle loro piante ospiti sono stati la forza trainante della speciazione e hanno svolto un ruolo nella radiazione delle specie di insetti durante l'era delle angiosperme. Alcuni erbivori si sono evoluti in modi per dirottare le difese delle piante a proprio vantaggio, sequestrandone i composti chimici e usandoli per proteggersi dai predatori. Le difese vegetali contro gli erbivori non sono generalmente complete, quindi anche le piante tendono a sviluppare una certa tolleranza nei confronti degli erbivori.

## Tipologie
Le difese vegetali possono essere classificate generalmente come costitutive o indotte. Le difese costitutive sono sempre presenti nella pianta, mentre le difese indotte sono prodotte o mobilitate nel sito in cui una pianta è ferita. Esiste un'ampia variazione nella composizione e concentrazione delle difese costitutive e queste vanno dalle difese meccaniche ai riduttori di digeribilità e tossine. Molte difese meccaniche esterne e grandi difese quantitative sono costitutive, poiché richiedono una grande quantità di risorse da produrre e sono difficili da mobilitare. Una varietà di approcci molecolari e biochimici sono usati per determinare il meccanismo delle risposte di difesa delle piante costitutive e indotte contro i erbivori.
Le difese indotte comprendono prodotti metabolici secondari, oltre a cambiamenti morfologici e fisiologici. Un vantaggio delle difese indotte, al contrario di quelle costitutive, è che vengono prodotte solo quando necessario e sono quindi potenzialmente meno costose, specialmente quando l'erbivoria è variabile.

### Difese chimiche

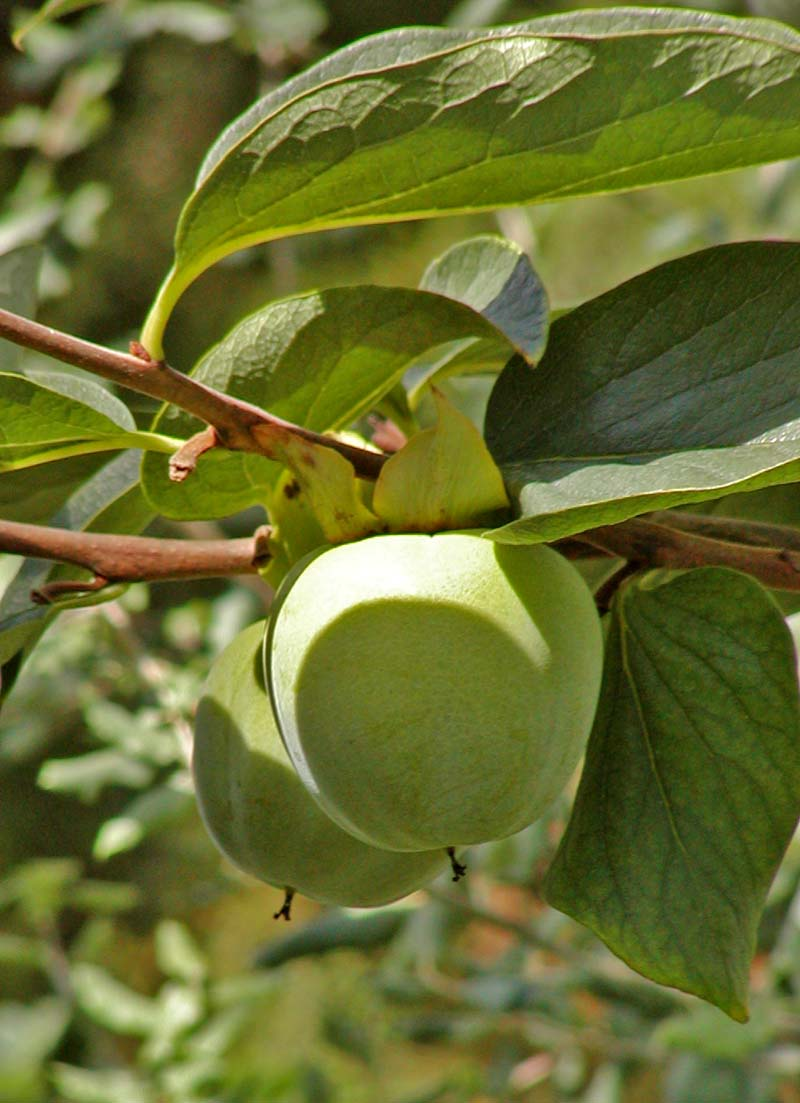
Il cachi, genere Diospyros, ha un alto contenuto di tannino che dà al frutto immaturo un sapore astringente e amaro.

L'evoluzione delle difese chimiche nelle piante è legata all'emergere di sostanze chimiche che non sono coinvolte nelle attività fotosintetiche e metaboliche essenziali. Queste sostanze, metaboliti secondari, sono composti organici che non sono direttamente coinvolti nella normale crescita, sviluppo o riproduzione di organismi e spesso prodotti come sottoprodotti durante la sintesi di prodotti metabolici primari. Sebbene questi metaboliti secondari abbiano avuto un ruolo importante nelle difese contro gli erbivori, una meta-analisi di recenti studi pertinenti ha suggerito che essi hanno o un minimo (rispetto ad altri metaboliti non secondari, come chimica primaria e fisiologia) o coinvolgimento più complesso nella difesa.
I metaboliti secondari sono spesso caratterizzati come qualitativi o quantitativi. I metaboliti qualitativi sono definiti come tossine che interferiscono con il metabolismo di un erbivoro, spesso bloccando specifiche reazioni biochimiche. Le sostanze chimiche qualitative sono presenti nelle piante in concentrazioni relativamente basse (spesso meno del 2% di peso secco) e non dipendono dalla dose. Solitamente sono piccole molecole idrosolubili e pertanto possono essere rapidamente sintetizzate, trasportate e immagazzinate con un costo energetico relativamente basso per la pianta. Gli allelochimici qualitativi sono di solito efficaci contro gli specialisti non adattati e gli erbivori generalisti.
Le sostanze chimiche quantitative sono quelle che sono presenti in alta concentrazione nelle piante (5 - 40% di peso secco) e sono ugualmente efficaci contro tutti gli specialisti e gli erbivori generalisti. La maggior parte dei metaboliti quantitativi sono i riduttori di digeribilità che rendono le pareti delle cellule vegetali indigeste agli animali. Gli effetti dei metaboliti quantitativi sono dipendenti dalla dose e maggiore è la proporzione di queste sostanze chimiche nella dieta degli erbivori, minore è la quantità di nutrimento che l'erbivoro può ottenere dall'ingestione dei tessuti vegetali. Poiché sono in genere grandi molecole, queste difese sono energeticamente costose da produrre e mantenere e spesso impiegano più tempo per sintetizzare e trasportare.
Il geranio, ad esempio, produce un composto chimico unico nei suoi petali per difendersi dagli scarafaggi giapponesi. Entro 30 minuti dall'ingestione la sostanza chimica paralizza l'erbivoro. Mentre la sostanza chimica di solito svanisce in poche ore, durante questo periodo il coleottero viene spesso consumato dai propri predatori.

#### Composti antierbivoria
Le piante hanno sviluppato molti metaboliti secondari coinvolti nella difesa delle piante, che sono noti collettivamente come composti antierbivori e possono essere classificati in tre sottogruppi: composti azotati (compresi alcaloidi, glicosidi cianogenetici, glucosinolati e benzoxazinoidi), terpenoidi e fenolici.
Gli alcaloidi sono derivati da vari amminoacidi. Esistono oltre 3000 alcaloidi noti, tra cui nicotina, caffeina, morfina, cocaina, colchicina, ergolina, stricnina e chinino. Gli alcaloidi hanno effetti farmacologici su esseri umani e altri animali. Alcuni alcaloidi possono inibire o attivare enzimi, o alterare l'accumulo di carboidrati e grassi inibendo la formazione di legami fosfodiesterici coinvolti nella loro rottura. Alcuni alcaloidi si legano agli acidi nucleici e possono inibire la sintesi delle proteine e influenzare i meccanismi di riparazione del DNA. Gli alcaloidi possono anche influenzare la membrana cellulare e la struttura citoscheletrica causando l'indebolimento, il collasso o la perdita delle cellule e possono influire sulla trasmissione dei nervi. Sebbene gli alcaloidi agiscano su una varietà di sistemi metabolici nell'uomo e in altri animali, invocano quasi uniformemente un gusto amaro.
I glicosidi cianogenetici sono immagazzinati in forme inattive nei vacuoli delle piante. Divengono tossici quando gli erbivori mangiano la pianta e rompono le membrane cellulari permettendo ai glicosidi di entrare in contatto con gli enzimi nel citoplasma rilasciando acido cianidrico che blocca la respirazione cellulare. I glucosinolati sono attivati più o meno allo stesso modo dei glucosidi cianogeni, e i prodotti possono causare gastroenterite, salivazione, diarrea e irritazione della bocca. I benzoxazinoidi, metaboliti della difesa secondaria, che sono caratteristici delle erbe (Poaceae), sono anche immagazzinati come glucosidi inattivi nel vacuolo vegetale. A seguito della distruzione del tessuto entrano in contatto con ls β-glucosidasi dei cloroplasti, che rilasciano enzimaticamente gli agluconi tossici. Mentre alcuni benzoxazinoidi sono costitutivamente presenti, altri sono sintetizzati solo in seguito a infestazioni erbivore e quindi considerati difese vegetali indotte contro l'erbivoria.
I terpenoidi, a volte indicati come isoprenoidi, sono prodotti chimici organici simili ai terpeni, derivati da unità di isoprene a cinque atomi di carbonio. Esistono oltre 10.000 tipi noti di terpenoidi. La maggior parte sono strutture multicicliche che differiscono l'una dall'altra in entrambi i gruppi funzionali e negli scheletri di carbonio di base. I monoterpenoidi, che conengono 2 unità di isoprene, sono olii essenziali volatili come citronella, limonene, mentolo, canfora e pinene. I diterpenoidi, con 4 unità di isoprene, sono ampiamente distribuiti nel lattice e nelle resine e possono essere piuttosto tossici. I diterpeni sono responsabili della produzione di foglie di rododendro velenose. Gli steroidi vegetali e gli steroli sono prodotti anch'essi da precursori terpenoidi, tra cui vitamina D, glicosidi (come la digitale) e saponine (che distruggono i globuli rossi degli erbivori).
I fenolici, a volte chiamati fenoli, sono costituiti da un anello aromatico a 6 atomi di carbonio legato a un gruppo ossidrilico. Alcuni fenoli hanno proprietà antisettiche, mentre altri interferiscono con l'attività endocrina. I fenolici vanno dai semplici tannini ai più complessi flavonoidi che danno alle piante gran parte dei loro pigmenti rossi, blu, gialli e bianchi. I fenoli complessi chiamati polifenoli sono in grado di produrre molti diversi tipi di effetti sull'uomo, incluse proprietà antiossidanti. Alcuni esempi di fenoli usati per la difesa nelle piante sono: lignina, silibinina e cannabinoidi. Tannini condensati, polimeri composti da 2 a 50 (o più) molecole di flavonoidi, inibiscono la digestione erbivora legandosi alle proteine vegetali consumate e rendendole più difficili da digerire per gli animali e interferendo con l'assorbimento proteico e gli enzimi digestivi.
Inoltre, alcune piante utilizzano come difese derivati di acidi grassi, amminoacidi e persino peptidi. La tossina colinergica, cicutaxina della cicuta, è un poliino derivato dal metabolismo degli acidi grassi. L'acido ossalildiamminopropionico è un amminoacido neurotossico prodotto come metabolita difensivo nel pisello che porta anche all'intossicazione nell'uomo. La sintesi di fluoroacetato in diverse piante è un esempio dell'uso di piccole molecole per interrompere il metabolismo degli erbivori, in questo caso il ciclo dell'acido citrico.

### Difese meccaniche

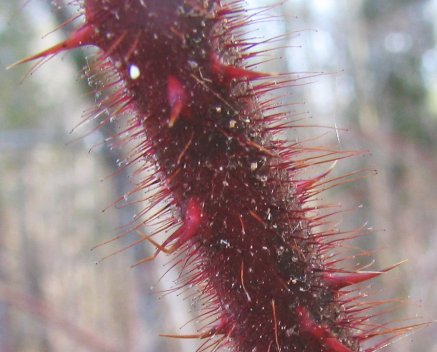
Le spine sullo stelo di questa pianta di lampone, servono come difesa meccanica contro gli erbivori.

Molte piante hanno difese strutturali esterne che scoraggiano gli erbivori. A seconda delle caratteristiche fisiche dell'erbivoro (ad esempio taglia e armatura difensiva), le difese strutturali delle piante su steli e foglie possono scoraggiare, ferire o uccidere l'erbivoro. Alcuni composti difensivi sono prodotti internamente ma vengono rilasciati sulla superficie della pianta; per esempio, resine, lignine, silice e cera coprono l'epidermide delle piante terrestri e alterano la consistenza del tessuto vegetale. Le foglie di piante di agrifoglio, ad esempio, sono molto lisce e scivolose e rendono difficile l'alimentazione. Alcune piante producono gomme o linfa che intrappolano gli insetti.

#### Spine
Le foglie e il fusto di una pianta possono essere coperti con aculei appuntiti, spine, o tricomi - peli sulle foglie spesso con punte, a volte contenenti sostanze irritanti o veleni. Le caratteristiche strutturali delle piante riducono l'alimentazione da parte di grandi erbivori ungulati (ad esempio kudu, impala e capre) limitando la velocità di alimentazione degli erbivori o consumandone i molari. I rafidi sono aghi affilati di ossalato di calcio o carbonato di calcio nei tessuti vegetali, che rendono dolorosa l'ingestione, danneggiano la bocca e l'esofago degli erbivori e causano una somministrazione più efficiente delle tossine della pianta. La struttura della pianta, la sua ramificazione e la disposizione delle foglie possono anche essere evolute per ridurre l'impatto erbivoro. Gli arbusti della Nuova Zelanda hanno sviluppato adattamenti per ramificazioni speciali che si ritiene siano una risposta agli uccelli brucatori come i moa. Allo stesso modo, le acacie africane hanno lunghe spine nella parte bassa della chioma, ma spine molto corte in alto nella chioma, che è relativamente sicura dagli erbivori come le giraffe.

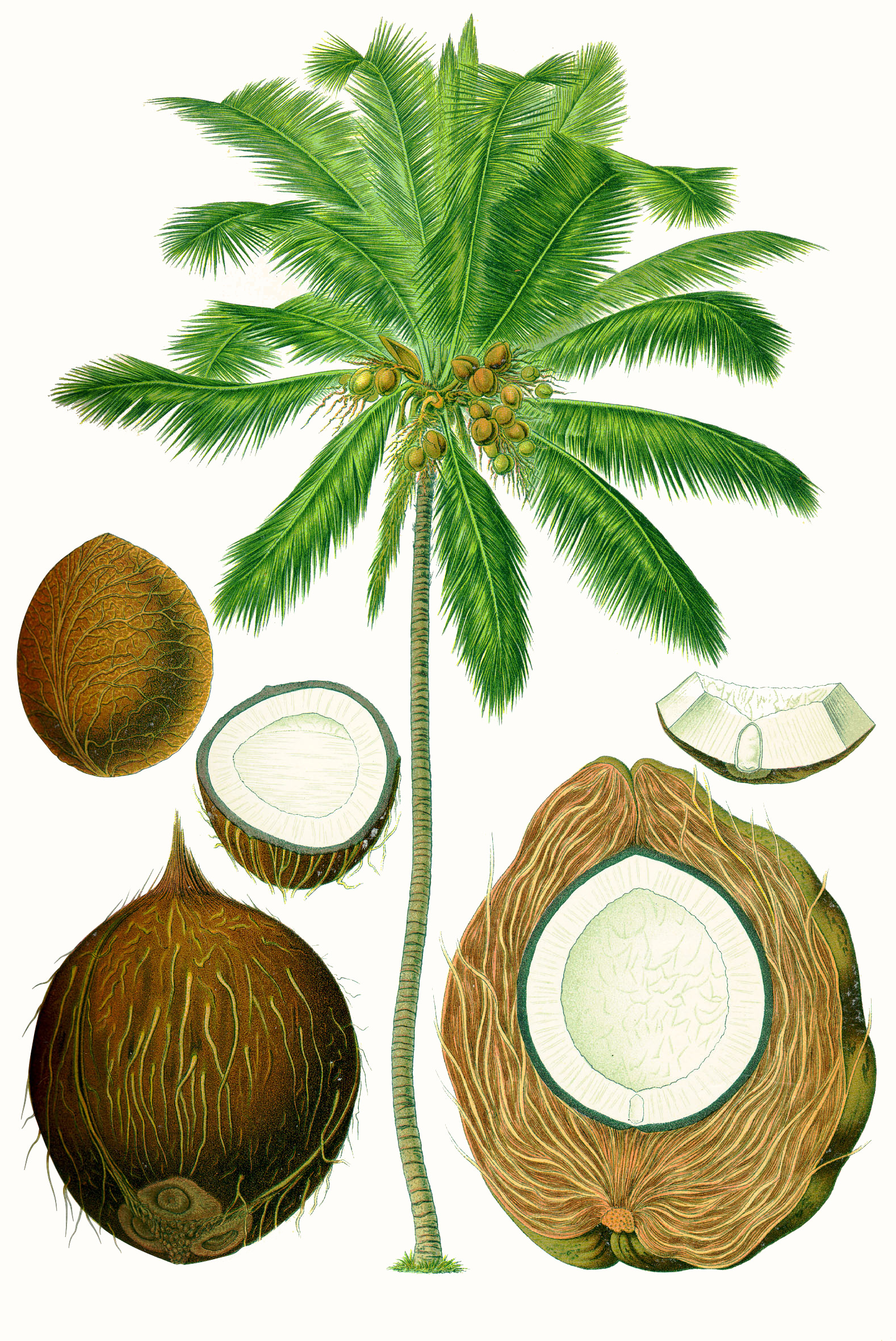
Le palme da cocco proteggono il loro frutto circondandolo con strati multipli di corazza.

Alberi come le palme proteggono i loro frutti da più strati di gusci, necessitando di strumenti efficaci per raggiungere del seme e abilità speciali per scalare il tronco alto e relativamente liscio.
Alcune piante, in particolare le erbe, usano silice indigestibile (e molte piante usano altri materiali relativamente indigesti come la lignina) per difendersi dagli erbivori vertebrati e invertebrati. Le piante assorbono il silicio dal suolo e lo depositano nei loro tessuti sotto forma di fitoliti di silice solida. Questi riducono meccanicamente la digeribilità del tessuto vegetale, causando una rapida usura dei denti vertebrati e delle mandibole, e sono efficaci contro gli erbivori sopra e sotto terra. Il meccanismo potrebbe offrire strategie di controllo dei parassiti sostenibili in futuro.

#### Tigmonastia
I movimenti tigmonastici, quelli che si presentano in risposta al tocco, sono usati come difesa in alcune piante. Le foglie di Mimosa pudica, si chiudono rapidamente in risposta al tocco diretto, alla vibrazione o persino agli stimoli elettrici e termici. La causa prossima di questa risposta meccanica è un brusco cambiamento nella pressione del turgore nei pulvini alla base delle foglie derivanti da fenomeni osmotici. Questo viene poi diffuso attraverso i mezzi elettrici e chimici attraverso la pianta, basta solo che una singola fogliolina sia disturbata.
Questa risposta riduce la superficie disponibile per gli erbivori, a cui viene presentata la parte inferiore di ogni folgiolina, e si traduce in un aspetto avvizzito. La tigmonastia può anche spostare fisicamente i piccoli erbivori, come gli insetti.

### Mimica e camuffamento
Alcune piante imitano la presenza di uova di insetto sulle loro foglie, dissuadendo le specie di insetti dal deporre le loro uova lì. Poiché le farfalle femminili hanno meno probabilità di deporre le uova su piante che hanno già uova di farfalle, alcune specie di viti neotropicali del genere Passiflora (fiori della Passione) contengono strutture fisiche che ricordano le uova gialle delle farfalle Heliconius sulle foglie, che scoraggiano la deposizione delle uova.

### Difese indirette

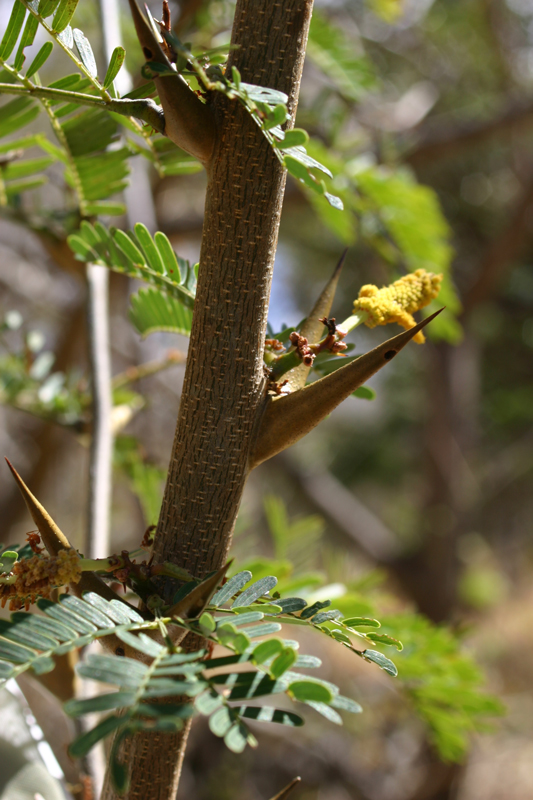
Le spine di Vachellia collinsii, sono cave e offrono riparo alle formiche, che proteggono indirettamente la pianta dagli erbivori.

Un'altra categoria di difese vegetali sono quelle caratteristiche che proteggono indirettamente la pianta aumentando la probabilità di attirare i nemici naturali degli erbivori. Tale accordo è noto come mutualismo, in questo caso della varietà "nemico del mio nemico". Una di queste caratteristiche sono i semiochimici, emessi dalle piante. I semiochimici sono un gruppo di composti organici volatili coinvolti nelle interazioni tra organismi. Un gruppo di semiochimici è allelochimico; costituito da allomoni, che svolgono un ruolo difensivo nella comunicazione interspecie, e kairomoni, che vengono utilizzati da membri di livelli trofici più elevati per individuare fonti di cibo. Quando una pianta viene attaccata rilascia allelochimici contenenti un rapporto anomalo di questi volatili vegetali indotti da erbivori (HIPV). I predatori percepiscono questi volatili come segnali alimentari, attirandoli alla pianta danneggiata e agli erbivori che si stanno nutrendo. La successiva riduzione del numero di erbivori conferisce un beneficio di forma fisica alla pianta e dimostra le capacità difensive indirette dei semiochimici. Le sostanze volatili indotte presentano anche degli inconvenienti; alcuni studi hanno suggerito che questi composti volatili attirano gli erbivori.
Le piante a volte forniscono riparo e cibo per i nemici naturali degli erbivori, noti come meccanismi di difesa "biotici", come mezzo per mantenere la loro presenza. Ad esempio, gli alberi del genere Macaranga hanno adattato le loro sottili pareti staminali per creare un alloggiamento ideale per una specie di formiche (genere Crematogaster) che, a sua volta, protegge la pianta dagli erbivori. Oltre a fornire alloggio, la pianta rifornisce anche la formica con la sua esclusiva fonte di cibo; dai corpi alimentari prodotti dalla pianta. Allo stesso modo, diverse specie di alberi di acacia hanno sviluppato spine (difese dirette) che si gonfiano alla base, formando una struttura cava che fornisce un alloggio per formiche protettive. Questi alberi di acacia producono anche nettare sulle loro foglie come cibo per le formiche.
L'uso da parte piante di funghi endofitici in difesa è comune. La maggior parte delle piante ha endofiti, organismi microbici che vivono al loro interno. Mentre alcuni causano malattie, altri proteggono le piante da erbivori e microbi patogeni. Gli endofiti possono aiutare la pianta producendo tossine dannose per altri organismi che potrebbero attaccare la pianta, come i funghi che producono alcaloidi, che sono comuni nelle erbe come Festuca arundinacea.

### Caduta e colore della foglia
Si è suggerito che la perdita di foglie potrebbe essere una risposta che fornisce protezione contro le malattie e alcuni tipi di parassiti come i minatori fogliari e gli insetti che formano galle. Altre risposte come il cambiamento dei colori delle foglie prima della caduta sono state anche suggerite come adattamenti che potrebbero aiutare a minare il camuffamento degli erbivori. È stato anche suggerito che il colore delle foglie autunnali funga da segnale di allarme onesto dell'impegno difensivo verso i parassiti che migrano verso gli alberi in autunno.

## Costi e benefici
Le strutture e le sostanze chimiche difensive sono costose in quanto richiedono risorse che potrebbero altrimenti essere utilizzate dalle piante per massimizzare la crescita e la riproduzione. Molti modelli sono stati proposti per esplorare come e perché alcune piante fanno questo investimento nelle difese contro gli erbivori.